# Thibaudia acacioides
Thibaudia acacioides är en ljungväxtart som beskrevs av Luteyn. Thibaudia acacioides ingår i släktet Thibaudia och familjen ljungväxter. Inga underarter finns listade i Catalogue of Life.